# Îngerul a strigat
Îngerul a strigat este un roman-cronică scris în anii 1961–1968 de Fănuș Neagu și publicat pentru prima oară în anul 1968 de Editura pentru Literatură din București. Scriitorul se remarcase până atunci ca autor de proză scurtă, iar Îngerul a strigat este romanul său de debut. Acest prim roman a contribuit, alături de volumul de povestiri Vară buimacă (1967), la consacrarea ca scriitor a lui Fănuș Neagu și este considerat o operă de referință a prozei românești postbelice.
Acțiunea romanului se întinde pe parcursul a două decenii (din anii 1930 până în 1954) și urmărește destinul unei colectivități rurale, care a fost dislocată din vatra sa originară din câmpia Brăilei și a devenit victima vicisitudinilor istoriei. Povestea începe la mijlocul anilor 1930 odată cu strămutarea în Dobrogea a treisprezece familii de țărani din satul dunărean Plătărăști ca urmare a intenției unui moșier de a construi un aerodrom pe pământurile lor. Autorul descrie apoi drama acestor „strămutați” în anii celui de-Al Doilea Război Mondial și ai instaurării regimului comunist în România, prezentând sfârșitul unei lumi vechi, ce coincide cu geneza unei lumi noi.

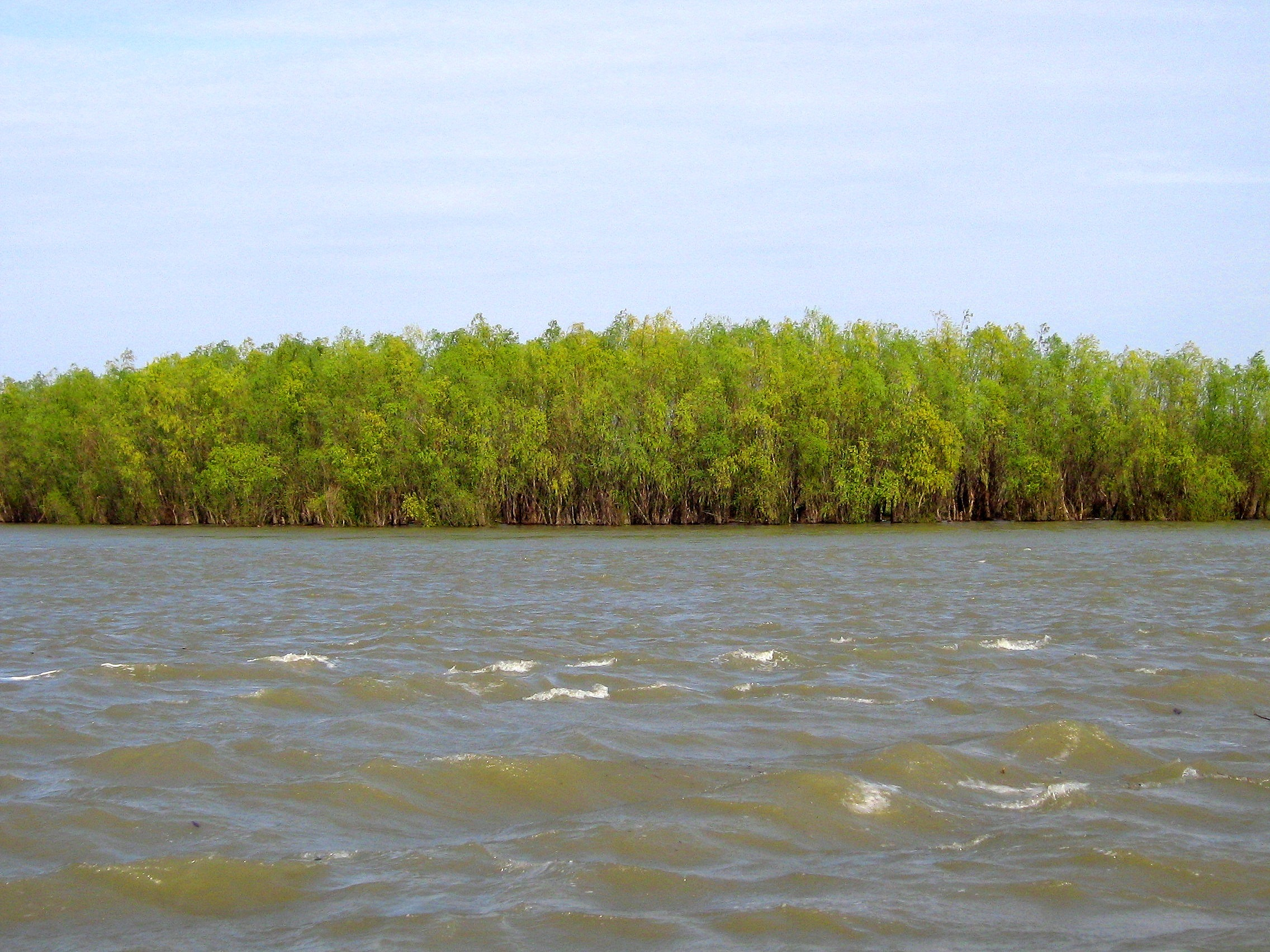
Satul ficțional Plătărăști se află în zona Bălții Brăilei.

Cartea are o construcție neordonată, fiind alcătuită dintr-o succesiune de întâmplări carnavalești fragmentare, care sunt relatate de autor sau de alte personaje, se întrepătrund permanent și sunt plasate sub un semn tragic. Este conturată astfel imaginea unei colectivități în mișcare, cu personaje pitorești care devin alternativ actori și spectatori. Criticii literari au scos în evidență aspectele fabuloase, pitorești, balcanice și picarești ale cărții, găsind asemănări tematice și stilistice cu operele literare ale lui Mihail Sadoveanu, Panait Istrati, Pavel Dan, Ștefan Bănulescu și L. M. Arcade.

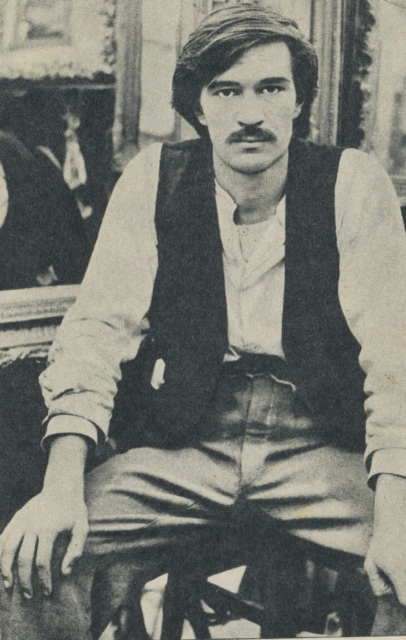
Actorul Dan Nuțu, interpretul lui Nicolae și Ion Mohreanu

Romanul a fost ecranizat ulterior în filmul Dincolo de nisipuri, regizat de Radu Gabrea după un scenariu al lui Fănuș Neagu, în care rolurile principale au fost interpretate de actorii Dan Nuțu, George Constantin și Mircea Albulescu. Premiera oficială a filmului a avut loc în februarie 1974.

### Aspecte picarești

Portul Brăila, unde se petrec o parte din întâmplările romanului. Fotografie din perioada interbelică.

### Obiecții critice

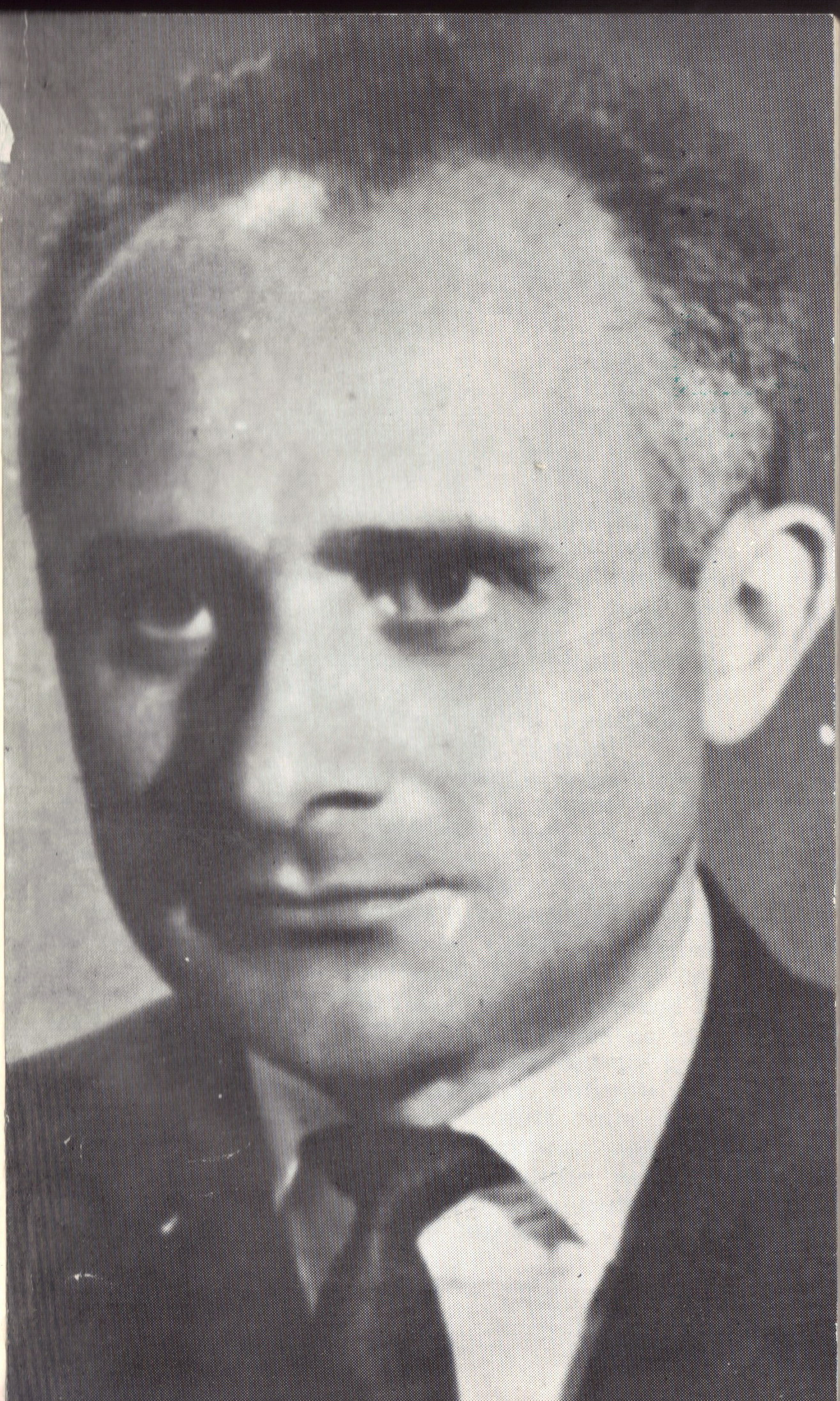
Criticul Nicolae Balotă a negat caracterul tragic al romanului.

## Rezumat

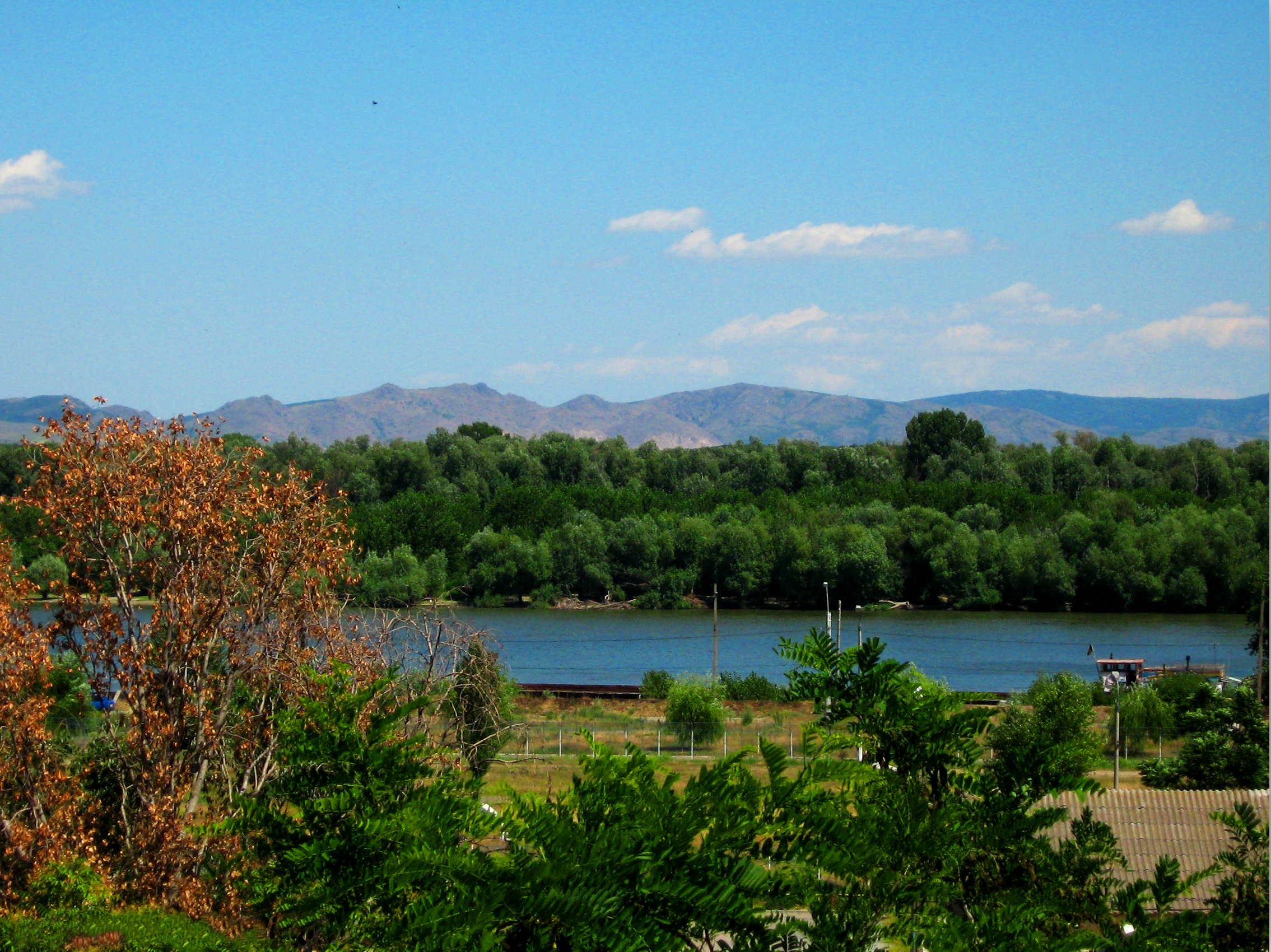
Dunărea la Brăila, având în fundal Munții Măcinului.

Prințul Alexandru Șuțu poreclit „Buric”, descendent al familiei princiare fanariote, se logodește într-o stațiune de iarnă din Elveția cu prințesa Ana Știrbei în ziua Anului Nou 1934 și, după ce comandă, la rugămintea logodnicei sale, două avioane din Anglia, telegrafiază să se construiască un aerodrom în apropierea conacului său din satul Plătărăști, aflat în câmpia Brăilei. Prin urmare, cele treisprezece familii de țărani împroprietărite în urma Reformei agrare din 1921 cu patruzeci de pogoane de pământ la hotarul moșiei prințului Șuțu sunt convinse, prin șiretenia administratorului Marin Doancă, să accepte un schimb de terenuri în Dobrogea. Ispitiți de promisiunea că vor avea mai mult pământ, țăranii pornesc către moșia Agulești de peste Dunăre, dar nu reușesc să ajungă toți la destinație. Pe traseul urmat de ei au loc mai multe spargeri, iar strămutații sunt reținuți de jandarmi. Unul dintre țărani, Neculai Mohreanu, este arestat deoarece nu-și poate justifica absențele nocturne și apoi este împușcat de o santinelă când încerca să evadeze pentru a se alătura convoiului, în timp ce copilul lui, Ion, rămas orfan, fuge din căruță și se îndreaptă singur către Brăila.
Trec mai mult de șase ani de la acele evenimente, timp în care începuse cel de-Al Doilea Război Mondial. După ce umblase prin aproape țara cu circul lui Enache Pasalac din Râmnicu Sărat, tânărul Ion Mohreanu ajunge în Dobrogea și îi reîntâlnește pe țăranii strămutați, aflând cu acest prilej că pământurile primite acolo erau de fapt niște sărături nepotrivite pentru agricultură și că cel vinovat pentru moartea tatălui său era vestitul hoț brăilean Țulea Fălcosu. Se întoarce la Plătărăști, unde se angajează ca argat la Pavel Berechet, și reușește după un timp să dea de urma celui căutat, dar nu apucă să se răzbune deoarece Țulea Fălcosu moare în urma unui atac de cord la o cursă de cai de pe Hipodromul Băneasa.
După câțiva ani de hoinărire, Ion Mohreanu și Che Andrei ajung din nou la Plătărăști chiar în noaptea în care România a întors armele împotriva Germaniei și asistă la luptele româno-germane, la devastarea castelului prințului Șuțu și apoi la executarea de către soldații sovietici a unor militari germani, după care pleacă iarăși către Agulești. Trei ani mai târziu, în timpul secetei, Mohreanu se întoarce singur la Plătărăști, dar este nevoit să fugă după încheierea brutală a relației sale de dragoste cu Tița, fata chiaburului Gheorghe Jinga, și ajunge apoi în satul Lacoviște din Bărăgan ca argat în gospodăria lui Nae Caramet. Îmbogățit prin căsătoria cu fata unui cârciumar, Caramet visează să deschidă o fabrică de sifoane pe care să o vândă și apoi să-și cumpere un vapor, antrenându-i în acest plan nebunesc pe Mohreanu și pe Magaie (fratele vitreg al lui Che Andrei); afacerea eșuează însă după moartea lui Magaie. Ion plănuiește apoi cu Caramet și cu maiorul Ionescu să jefuiască gospodăria lui Gheorghe Jinga de argintăria prințului Șuțu, dar maiorul îi înșală pe amândoi după această lovitură.
După un scurt stagiu la o fermă regală din Bărăgan, întrerupt de abdicarea regelui Mihai, Mohreanu se reîntâlnește cu Che Andrei la via de stat Plaiuri din ținutul Râmnicului, de unde pleacă, după opt luni, la Brăila pentru a lucra ca marinar pe un vas prăpădit care efectua transportul deținuților în deltă. Regimul politic comunist instaurat în România începuse arestarea adversarilor politici, iar țăranii înstăriți din Plătărăști (Gheorghe Jinga, Vetina, Gică Dună) fuseseră ridicați de acasă pe motiv că se opuneau transformării socialiste a agriculturii. Ion Mohreanu este acuzat că a înlesnit evadarea a zece deținuți și ajunge la închisoare.
Povestea se încheie în 1954 într-o colonie concentraționară din câmpia Dunării, populată cu țărani deportați din Banat, unde Mohreanu lucrează ca vânzător la o cârciumă. Ajuns la vârsta de 30 de ani, el se îmbracă mereu în negru și vrea să i se spună „Arizona”. Un membru al coloniei este arestat în urma unui denunț, iar Mohreanu este împușcat sub bănuiala că l-ar fi vândut.

## Structură
Romanul este împărțit în 10 capitole numerotate cu cifre romane și fără titluri, plus un capitol final (numerotat XI) intitulat „Epilog, 1954”. Primul capitol (cu mai puțin de 40 de pagini) conține un preambul, care înfățișează strămutarea cu urmări tragice a unei colectivități rurale, iar următoarele prezintă destinul unor membri ai comunității strămutate în următorii 20 de ani.

## Personaje
- Ion Mohreanu — personajul principal al cărții, fiul unui țăran ucis de jandarmi pe drumul către Dobrogea.[7] Se învârte mult timp într-un mediu primitiv și violent, vrând să răzbune moartea tatălui său, dar este ucis, la fel ca tatăl său, în urma unei confuzii.[23][24]
- Neculai Mohreanu — țăran din Plătărăști, care, pornit pe drumul către Dobrogea, este acuzat pe nedrept de săvârșirea unor furturi și este ucis de jandarmi într-o încercare de evadare.[24][7] A fost părăsit de soție, care a fugit la Brăila și apoi a murit înecată în Dunăre.[22]
- Che (Costache) Andrei[32] — țăran bătrân din Plătărăști, veteran de război, care și-a pierdut ochiul drept în urma unei răni de obuz în cel de-Al Doilea Război Balcanic,[24] a fost luat prizonier de turci și a trăit timp de doi ani în Anatolia.[30][38][39] Rămas văduv, acceptă printre primii să plece în Dobrogea atât dintr-un spirit de erou picaresc, cât și cu speranța că se va căpătui acolo.[30] Criticul Eugen Simion îl considera „o haimana bătrână, simpatică și clevetitoare” de tip nastratinesc, care rostește permanent aforisme, un individ lucid conștient că oamenii nu învață nimic de pe urma experiențelor de viață și sunt nevoiți să-și repete propriile greșeli.[40][41] Autorul îl considera „simbolul visătorilor mereu în drum spre Nicăieri, frumoși în înfrângere, dar niciodată înfrânți cu adevărat și desnădăjduiți, totdeauna pe prag de petrecere și de moarte”.[42][43]
- Titi Șorici — țăran din Plătărăști, care, după ce a locuit câțiva ani în Dobrogea, s-a întors în sat și și-a răscumpărat casa.[44] Este prieten cu Ion Mohreanu și cu Che Andrei.[45] A înființat organizația comunistă din sat și militează pentru schimbarea regimului politic.[46]
- Pavel Berechet — țăran înstărit din Plătărăști, care a cumpărat o parte din casele țăranilor strămutați.[47] În timpul războiului a fost șef al grădinii de zarzavat a Regimentului 3 Artilerie Franța[48] și a murit de supărare atunci când militarii germani aflați în retragere i-au rechiziționat patru căruțe, plătindu-i cu bani fără nicio valoare.[29][49]
- Gheorghe Jinga — țăran înstărit din Plătărăști, prieten bun cu Pavel Berechet. Fură argintăria prințului Șuțu în timpul războiului și apoi, după război, cumpără aur, considerându-l o investiție sigură, dar este jefuit de maiorul Ionescu, cu ajutorul foștilor consăteni Ion Mohreanu și Nae Caramet.[27]
- Tița — fata lui Gheorghe Jinga. A fugit de la liceu și, după o poveste de dragoste cu Ion Mohreanu, se logodește cu studentul Luca Oancea, fiul preotului din sat.[21][32] Logodnicul ei este arestat înainte de nuntă din cauza activității anticomuniste, așa că Tița se căsătorește de formă cu Dumitru Căpălău, cu care fuge apoi din sat.[21][50][51]
- Vetina — sora lui Gheorghe Jinga, care s-a căsătorit pentru avere cu Pavel Berechet.[22][47] A fost mai demult ibovnica lui Neculai Mohreanu[22][47] și apoi a lui Țulea Fălcosu.[48] A urmărit convoiul strămutaților pentru a petrece o ultimă noapte de dragoste cu Neculai Mohreanu.[52]
- Neicu Jinga — fratele mai mic al lui Gheorghe Jinga și al Vetinei.[53] A crescut în casa lui Pavel Berechet și s-a întors invalid de pe front cu trei degete tăiate.[54] Ucide un militar german de la spitalul veterinar din sat și devine proscris.[55]
- Nae Caramet — țăran strămutat din Plătărăști, care s-a aflat în fruntea convoiului.[56] A ajuns gardian la primărie și omul de încredere al perceptorului din Agulești.[57] Îl anunță pe Ion Mohreanu că Țulea Fălcosu este vinovat pentru moartea tatălui său și-l sfătuiește să se răzbune.[58] Se căsătorește mai târziu cu Bișca, fata cârciumarului Foti Tomescu, și se mută în Lacoviște, unde ajunge un om înstărit.[27] Strânge bani pentru a deschide o fabrică, pe care să o vândă apoi pentru a cumpăra un vapor cu care să transporte marfă pe Dunăre.[27]
- Bișca — fata cârciumarului Foti Tomescu din Lacoviște și soția lui Nae Caramet.[59] Îi place să cocheteze și are mai mulți amanți, iar soțul ei o bate periodic din acest motiv.[36]
- Magaie Ciutu — fratele vitreg al lui Che Andrei, care trăiește cu șapte copii în munții Râmnicului.[32] Obișnuia să vină în fiecare vară în Lacoviște pentru a munci în agricultură, iar în anul 1947, în timpul foametei, moare acolo după ce-l ajută pe Nae Caramet la secerișul grâului.[27]
- maiorul Ionescu — un ofițer cartofor care a delapidat banii din casieria regimentului și a fost condamnat și degradat; îl jefuiește pe Gheorghe Jinga, cu ajutorul consătenilor Ion Mohreanu și Nae Caramet.[27][31]
- Amuzian — directorul viei de stat de la Plaiuri, unde lucrează un timp Ion Mohreanu și Che Andrei.[27][60] A fost căsătorit cu sora lui Che Andrei.[61] Participă noaptea la vânători ciudate și îl denunță autorităților pe propriul frate, care fusese pilot de avion și devenise luptător anticomunist.[27]
- Olivia (Oli) — fostă prostituată, recalificată după desființarea bordelurilor și repartizată ca bucătăreasă la via de stat Plaiuri.[33][62] Trăiește acolo cu directorul Amuzian, fiind dorită și de Ion Mohreanu.[21][32]
- prințul Alexandru Șuțu poreclit „Buric” — descendent al familiei princiare fanariote, proprietar al moșiei Plătărăști din câmpia Brăilei și al moșiei Agulești din Dobrogea.[22][20] Se logodește cu prințesa Ana Știrbei într-o stațiune de iarnă din Elveția în ziua Anului Nou 1934.[22][63]
- Marin Doancă — administratorul moșiei Plătărăști, care convinge 13 familii de țărani să facă un schimb de terenuri și să se mute din câmpia Brăilei peste Dunăre, în Dobrogea.[20][22][23] Este originar din zona Argeșului.[22][63]
- Țulea Fălcosu — vestit hoț din câmpia Brăilei, autor al celor trei spargeri pentru care a fost arestat Neculai Mohreanu.[24][32] Devine mai târziu proprietar al unui grajd de cai de curse și moare în urma unui atac de cord la o cursă de cai de pe Hipodromul Băneasa.[28]
- Eugen Fulga — învățător, fost ofițer pe Frontul de Răsărit, întors din prizonierat în 1948.[64] A fost arestat un an pentru că ar fi vorbit împotriva colectivizării, învinuire pe care o neagă.[65] Este căsătorit cu Eva Ispas, care-l părăsește pentru a juca într-un film pe malul Mării Negre.[66] Ajunge în colonia concentraționară din câmpia Dunării ca învățător pentru copiii deportaților.[67] Ascultă povestea lui Ion Mohreanu și o istorisește ulterior.[68]

## Scriere și publicare

### Scrierea romanului

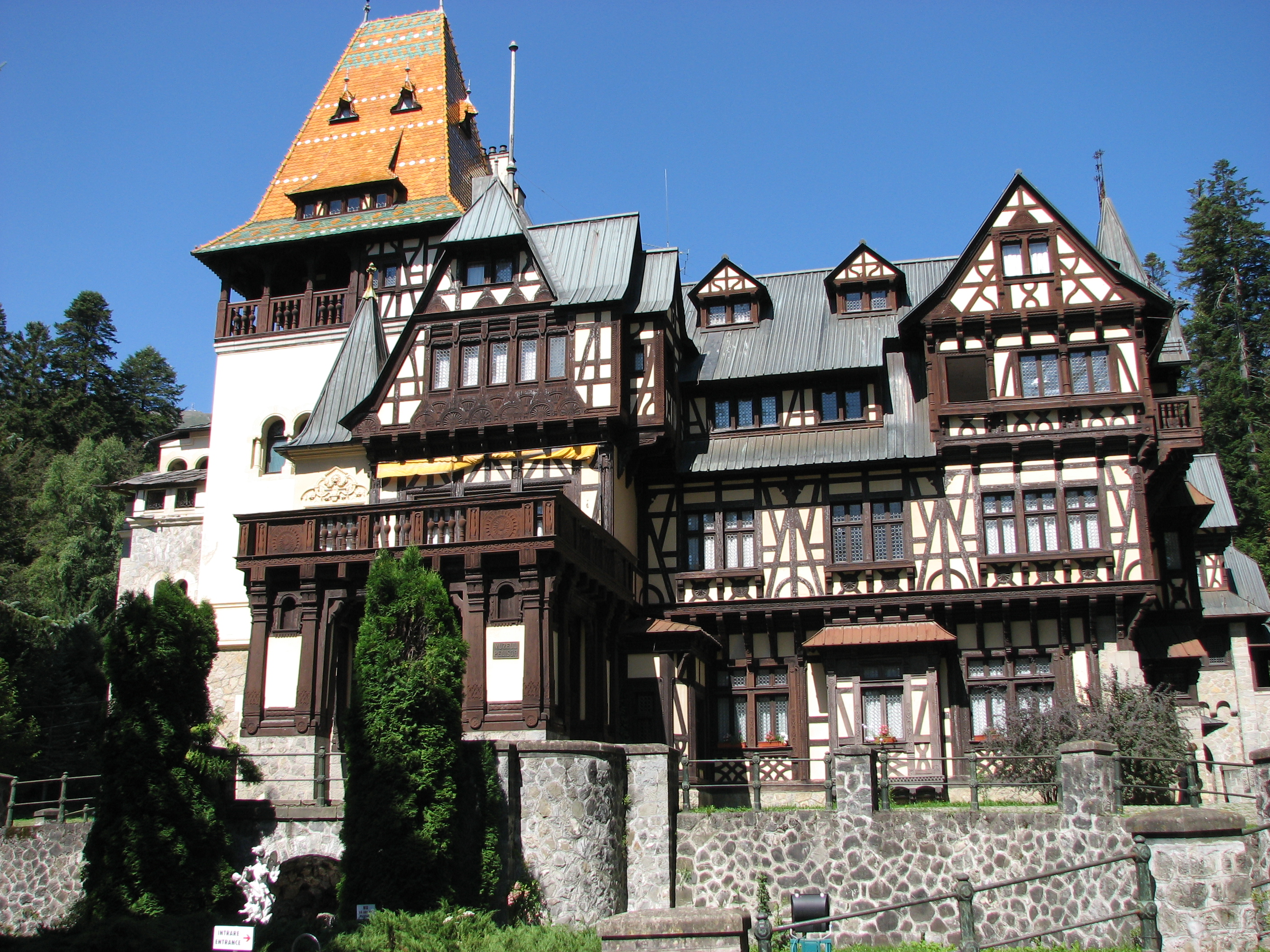
Castelul Pelișor din Sinaia.

Fănuș Neagu a mărturisit în câteva ocazii că a moștenit talentul de povestitor de la bunica lui, Nastasia (Tasica) Miroslav, care, deși era o femeie analfabetă, născocea sute de povești. Vorbind despre procesul de creație al operelor sale literare, el scria următoarele într-un articol publicat în decembrie 1987 în Analele Brăilei: „În clipa când mi se conturează subiectul, limpezesc o lume, adică trec o etapă și începe chinul cel mare, scrisul. La mine scrisul ia forme aberante uneori, în sensul că devin «terorist»: nu suport pe nimeni în preajmă, alung toată lumea din casă, înjur toată ziua, fug la munte, fug în câmpie, ba nu mănânc, ba... Asta este a doua etapă. Când încep să cred că sunt deștept atunci începe tragedia. Dacă-mi plac zece pagini și stau pe urmă liniștit și nu scriu o săptămână, când mă întorc la el constat că în clipa când am crezut că sunt deștept, n-am fost deloc. Rup, refac. Totdeauna revin asupra paginii. Cred că în tot ce-am scris până acum, câteva mii de pagini, să fie vreo zece, maximum 20, asupra cărora n-am revenit”.
În ceea ce privește tabieturile asociate practicării activității literare, Fănuș Neagu afirma: „pot scrie oriunde, cu condiția să fiu singur. Cel mai mult îmi place să scriu într-o cameră cu deschidere spre câmpie sau spre munte și cu o ulcică de flori pe masă”, mărturisind într-o carte de convorbiri publicată în 2001 că, până la vârsta de 40 de ani, scria adeseori doar noaptea și în orele dimineții. În timpul lucrului obișnuia să bea doar ceai, cafea și lapte și nu consuma nicio gură de alcool.
Fănuș Neagu s-a remarcat inițial ca autor de proză scurtă, debutând editorial în 1959 cu volumul de povestiri Ningea în Bărăgan, urmat, un an mai târziu, de volumul Somnul de la amiază. Dacă primele sale scrieri erau închegate și îngrijite (după cum consemna Adrian Dinu Rachieru), scriitorul părăsește treptat linia realismului și își dezlănțuie tot mai mult imaginația, scornind personaje atipice cu porniri elementare și cu o „vitalitate frenetică”, precum și întâmplări teribile, halucinante, cu un farmec levantin. Cititorii și criticii l-au perceput ca un prozator original, cu disponibilități epice și lirice, care a adus noutăți în proza tradițională românească și a consacrat spațiul primordial al câmpiei dunărene printr-un limbaj poetic straniu. Acest spațiu rural cunoștea deseori fatalitatea istoriei, perpetua ritualuri magice străvechi și avea o existență umană instinctuală și adesea violentă.
Într-o perioadă scurtă de timp Fănuș Neagu auzise numeroase povești interesante și acumulase o bogată experiență de viață, așa că ardea de nerăbdare să cuprindă cât mai multe întâmplări și figuri cunoscute într-un roman. Îl pasionau îndeosebi legendele brăilene vechi despre hoți de cai, aventurieri robiți de visuri de îmbogățire sau negustori scăpătați, despre pierderea unor averi fabuloase sau despre chefuri legendare cu lăutari. Unele întâmplări trăite în perioada 1953–1954, când a fost profesor suplinitor de limba și literatura română în satul Largu (raionul Făurei), au fost cuprinse în volumul Cantonul părăsit (1964) și ulterior în romanul său de debut; de altfel, Fănuș Neagu a mărturisit într-un interviu acordat lui Adrian Păunescu (România literară, nr. 4, 1968) că „o întîmplare care mă va urmări întreaga viață”, petrecută în acei ani, va sta la baza unui viitor roman.

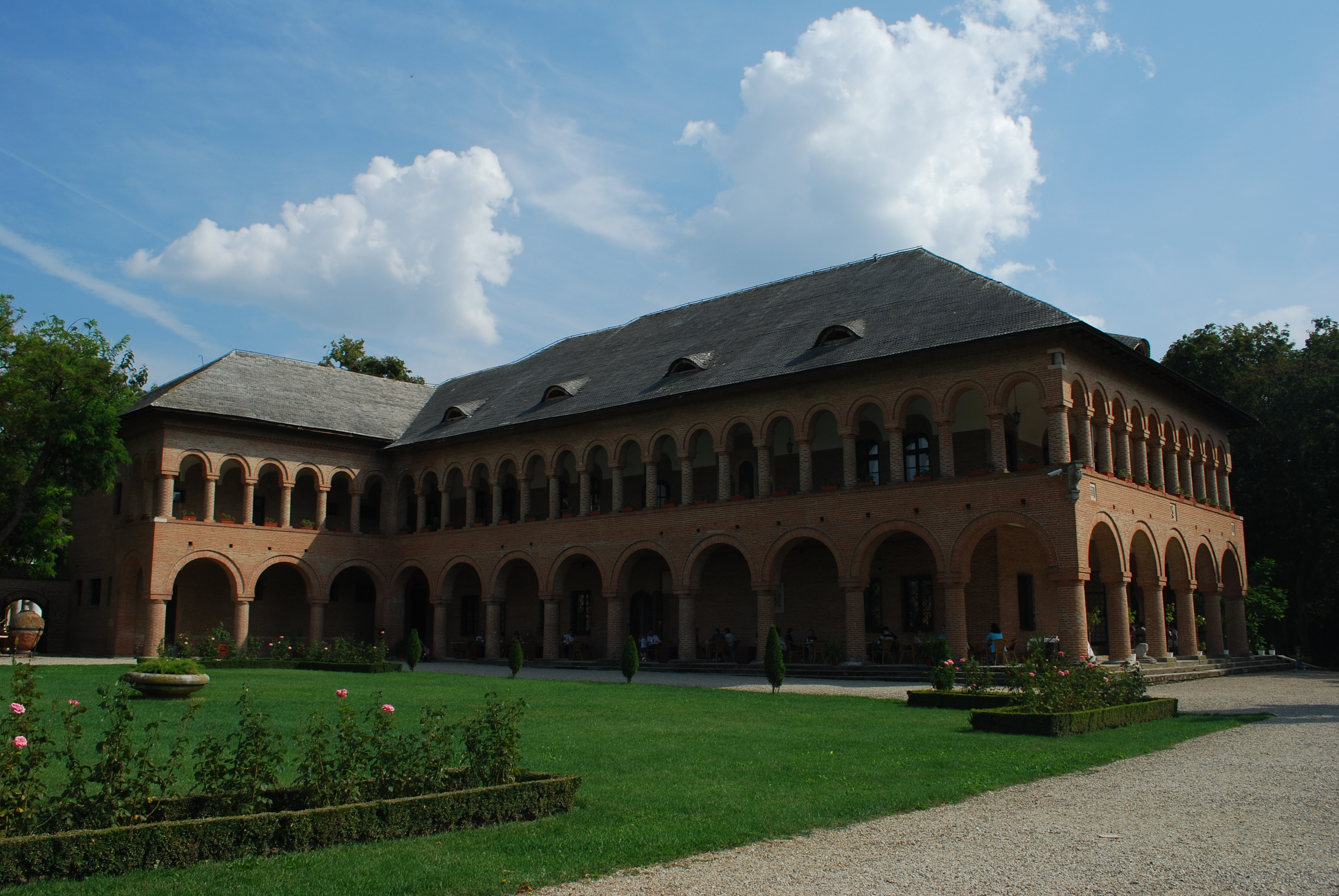
Casa de oaspeți din curtea palatului Mogoșoaia.

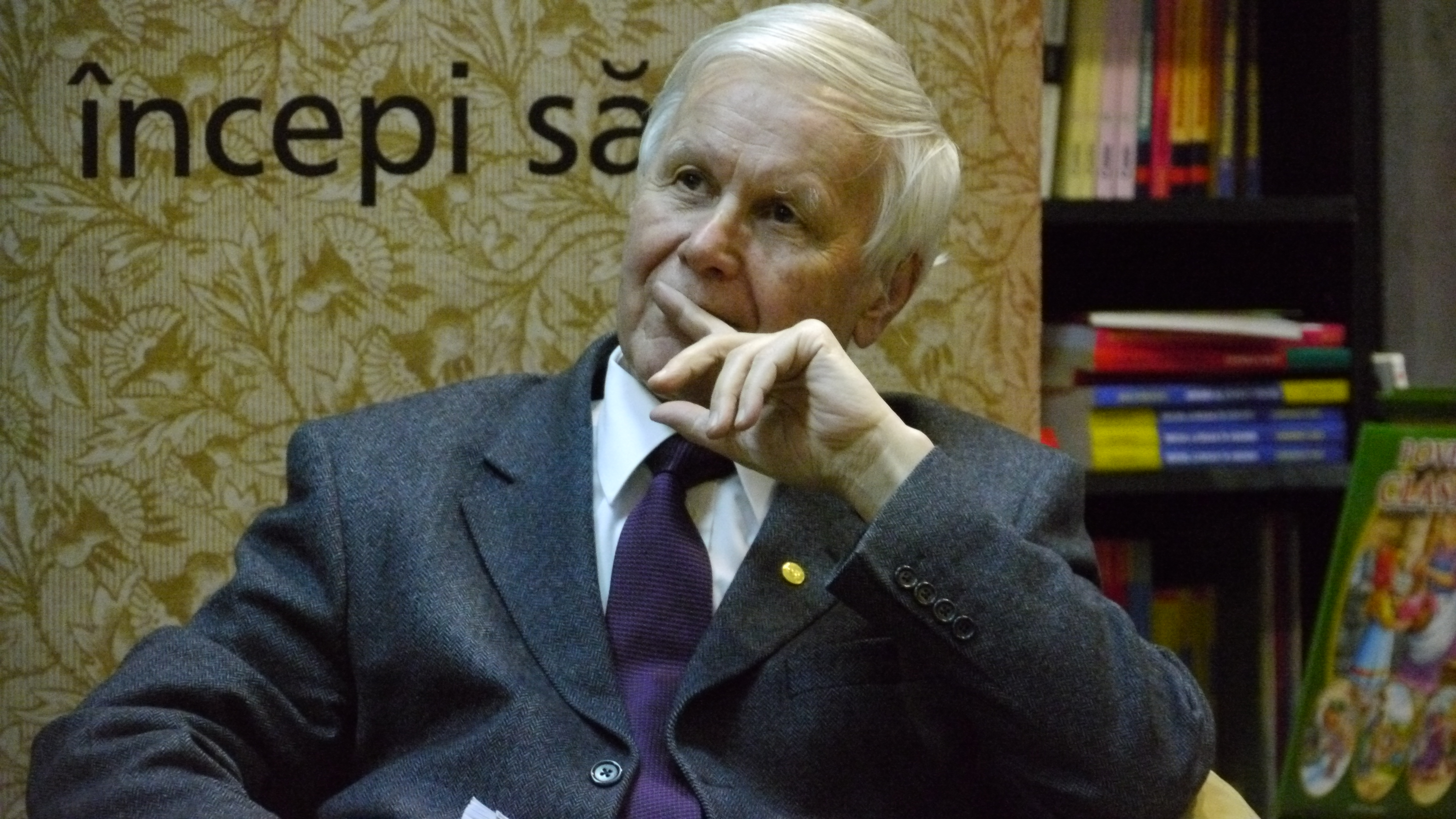
Prof. Eugen Simion considera Îngerul a strigat „o narațiune încântătoare” și o asemăna cu un mit.

Romanul Îngerul a strigat a fost scris în perioada 1961–1968 la Brăila, Sinaia și Mogoșoaia, după cum a menționat însuși autorul pe ultima filă a cărții. Fănuș Neagu nu a scris niciun rând acasă fiindcă îl deranja orice zgomot, oricât de mic, și nu se putea concentra într-un mediu aglomerat, de aceea prefera să scrie în vacanțe și la casele de creație ale scriitorilor. Primele zece pagini ale romanului au fost scrise în casa natală de la Grădiștea, unde fusese scrisă și povestirea „Ningea în Bărăgan”, în timp ce unele pagini răzlețe au fost scrise timp de șapte nopți în podul casei lui kir Leonida din Brăila, unde Panait Istrati încercase mai demult să se sinucidă. Porțiunile cele mai consistente au fost scrise la casele de creație ale Uniunii Scriitorilor de la Castelul Pelișor și din curtea Palatului Mogoșoaia. Casa de creație de la Mogoșoaia era locul preferat al lui Fănuș Neagu, unde a locuit periodic timp de aproape 20 de ani și a finalizat scrierea romanelor Îngerul a strigat, Frumoșii nebuni ai marilor orașe și Scaunul singurătății, a pieselor Scoica de lemn și Echipa de zgomote și a numeroase povestiri, articole și scenarii de film. Autorul a mărturisit că se simțea acolo „mai aproape de cîmpie, [...] mai aproape de ape și de stuf. Mai aproape de peisajul care mă încîntă și care-mi dăruiește acea putere necesară lucrului”.
Munca de creație a fost lentă și istovitoare, pentru că Fănuș Neagu strânsese un bogat material documentar despre viața oamenilor din zona Dunării de jos și a trebuit să selecteze doar o mică parte din întâmplările pe care le trăise și pe care le păstrase în minte. Acel material documentar putea constitui baza a încă șase romane, mărturisea scriitorul într-un interviu publicat în 1972, dar urma să nu mai fie folosit pentru că aparținea unei epoci interbelice pe care autorul nu intenționa să o mai abordeze niciodată în proză. În timpul procesului de creație, scriitorul a aruncat manuscrisul romanului de câteva ori în foc, provocându-i arsuri pe la colțuri. „Azi mi se pare una din cele mai frumoase aventuri pe care le-am trăit”, adăuga Fănuș Neagu în același interviu.

## Surse de inspirație

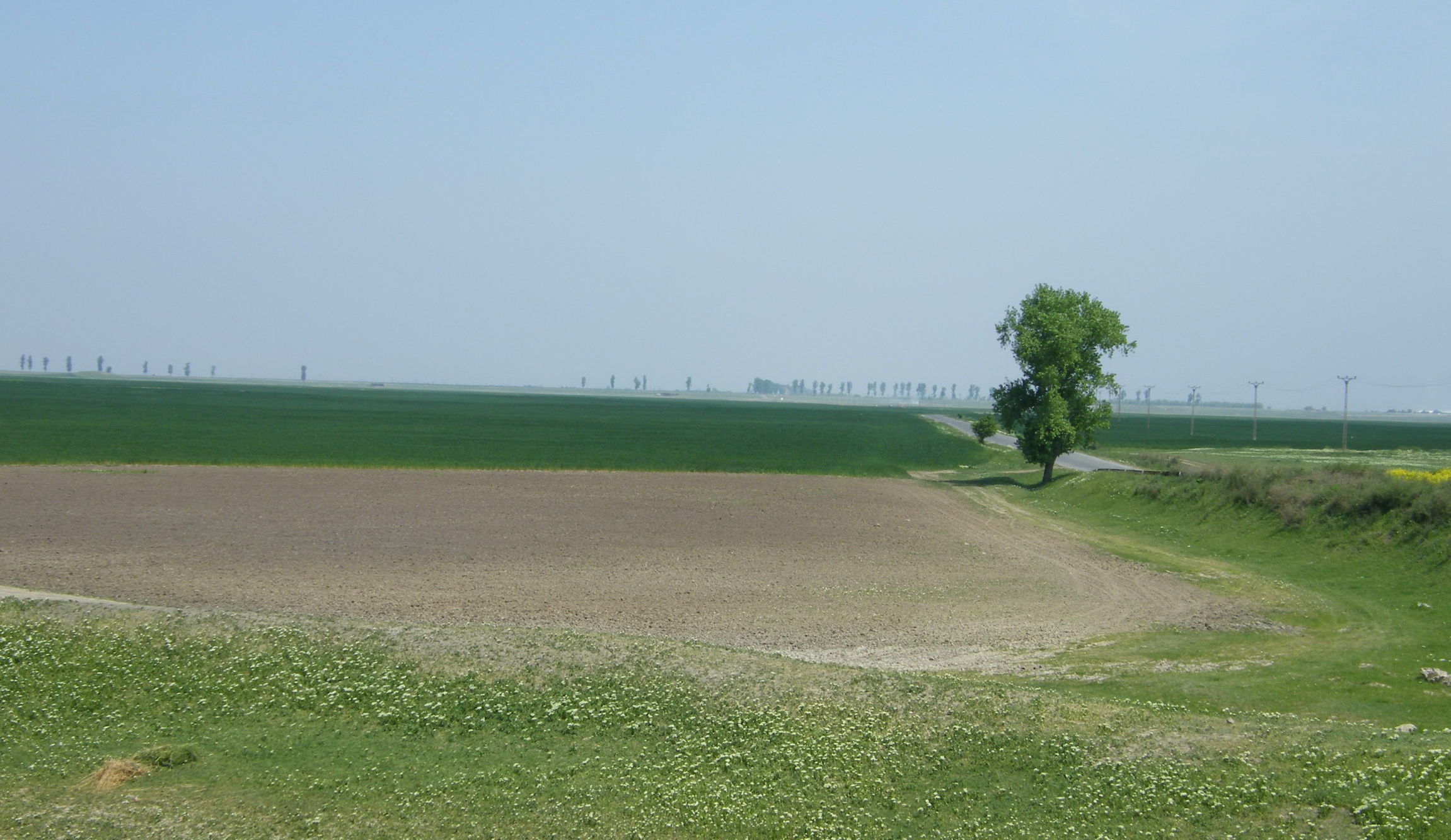
Câmpia Brăilei, spațiul mitic al prozei fănușiene.

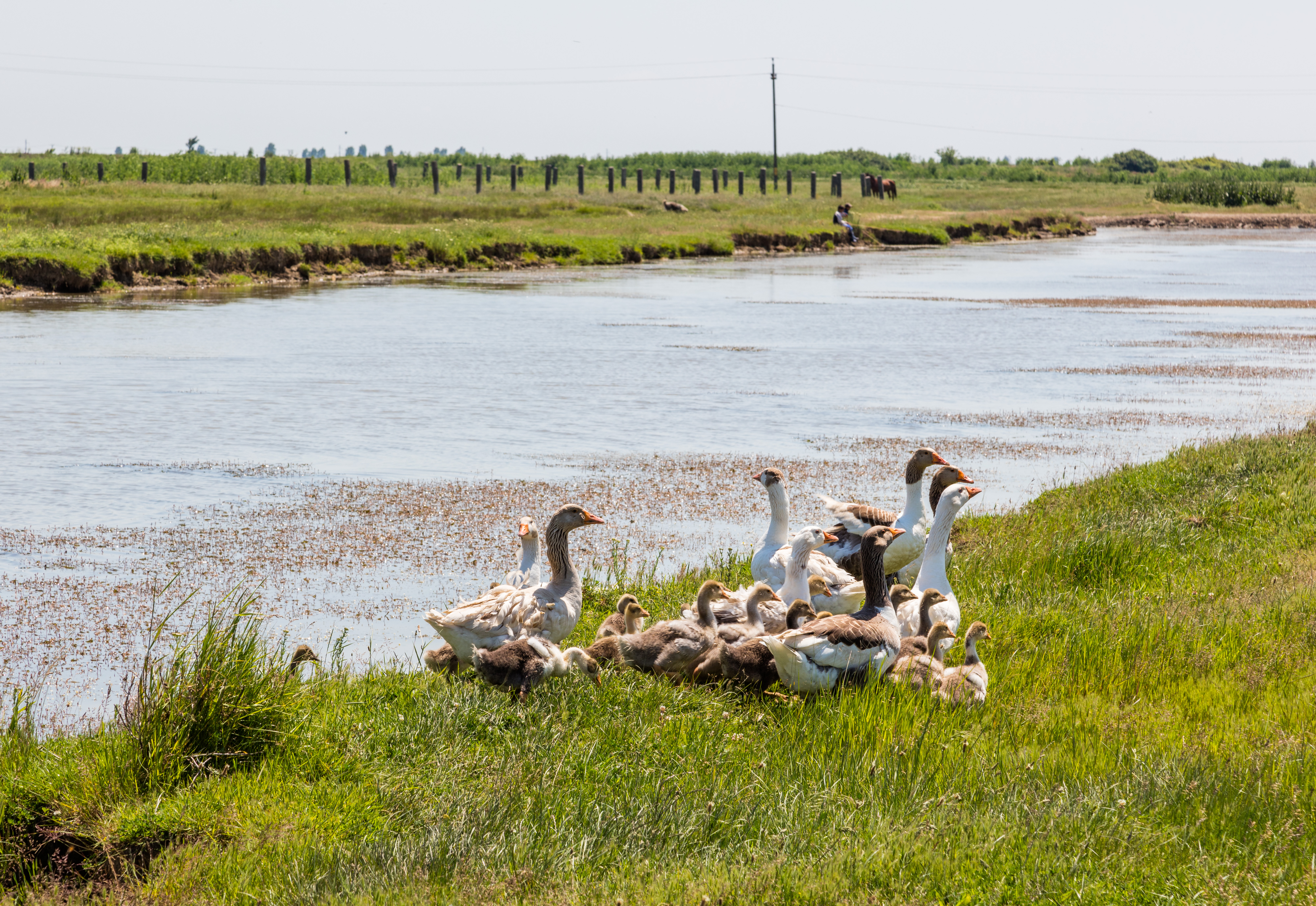
Râul Buzău, pe malurile căruia a copilărit scriitorul.

### Balcanismul scrierii

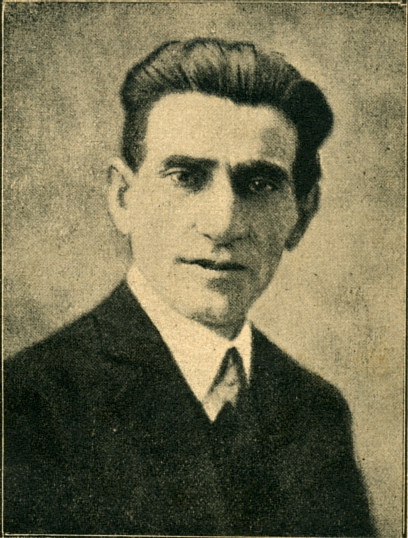
Universul social al lui Fănuș Neagu a fost asemănat deseori cu universul levantin din scrierile lui Panait Istrati.

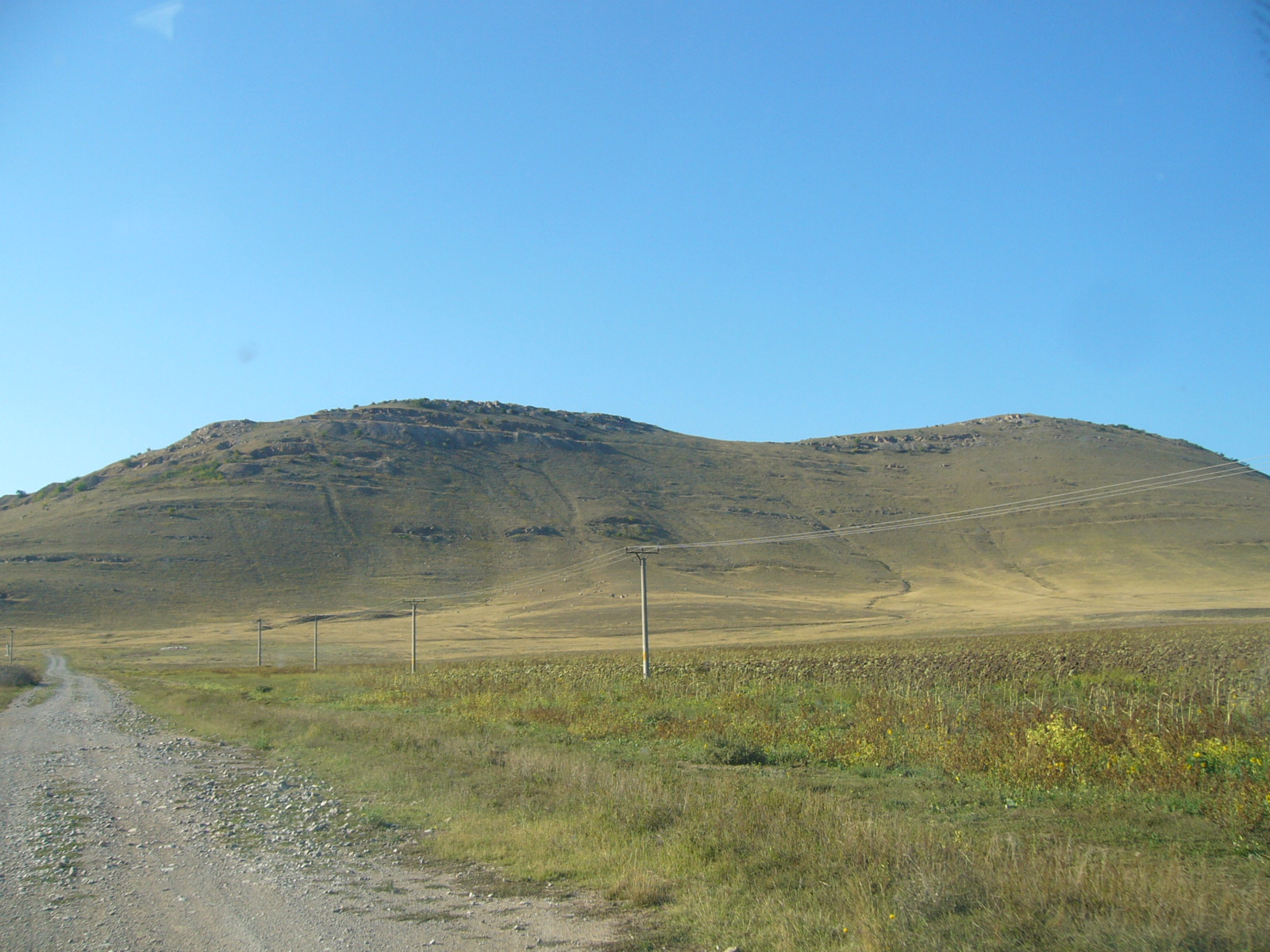
Peisaj dobrogean arid.

### Publicarea romanului

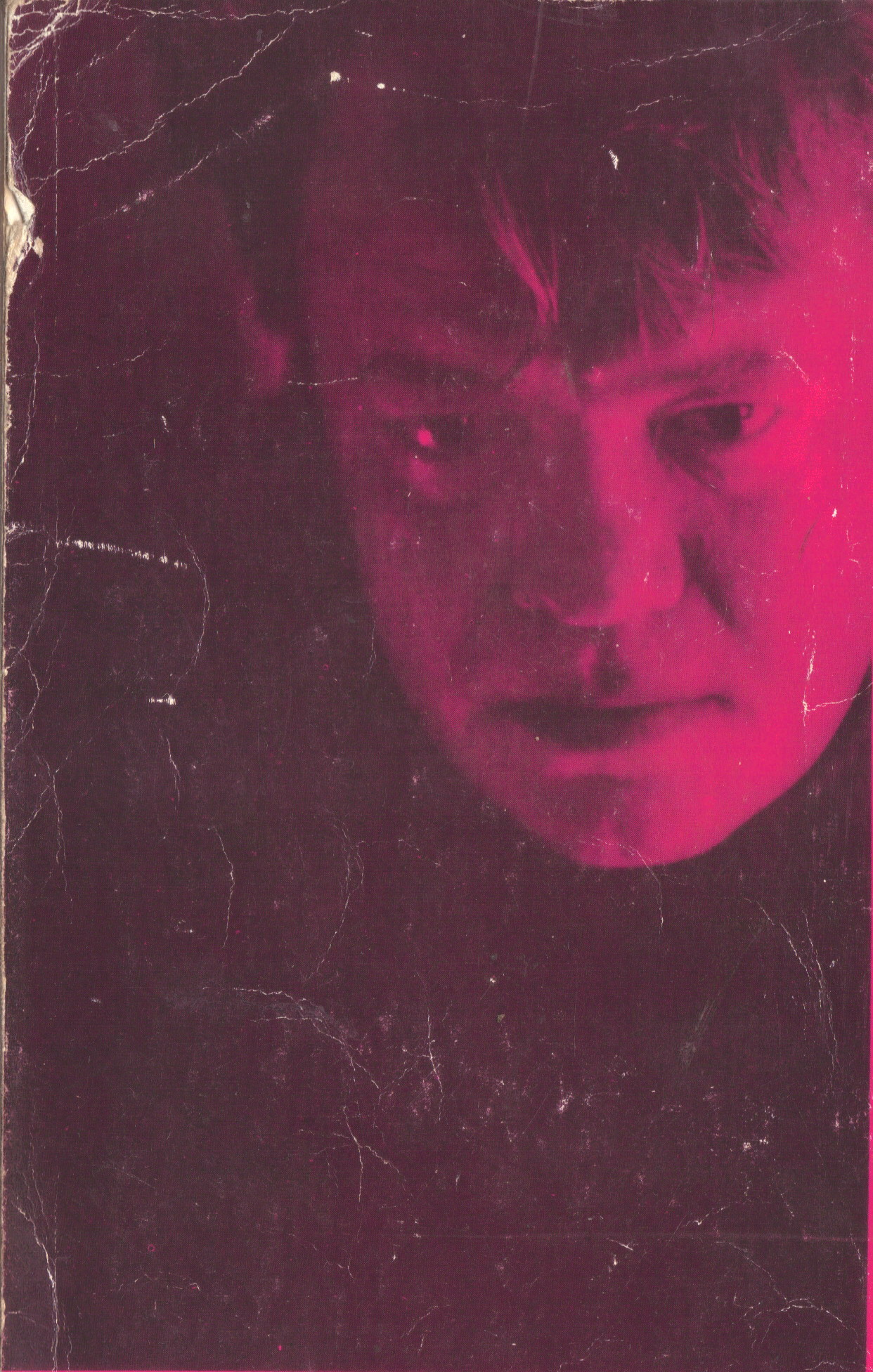
Fotografia scriitorului Fănuș Neagu pe coperta din spate a ediției princeps a romanului.

Primul roman al lui Fănuș Neagu purta inițial titlul Satul hoților de cai și urma să prezinte istoria unui sat vechi din câmpia Brăilei. Apariția cărții a fost anunțată cu mai mulți ani înainte, iar primele fragmente au apărut deja în presă încă din anul 1963, impresionându-i pe critici prin vigoare, cruditate și înclinație către violență. Pe parcurs proiectul inițial a suferit mari mutații, primind un nou titlu: Îngerul a strigat, menționat pentru prima dată de autor într-un interviu acordat confratelui Constantin Țoiu și publicat la 25 noiembrie 1965 în revista bucureșteană Gazeta literară. După ce a terminat lucrul, Fănuș Neagu a predat manuscrisul cărții lui Cornel Popescu, redactorul responsabil al Editurii pentru literatură, și a plecat cu soția pe litoral. A fost căutat acolo cinci zile mai târziu de Cornel Popescu, care i-a sugerat să mai scrie un capitol care să completeze romanul. Scriitorul și-a întrerupt concediul la mare și a plecat la cabana Șarba din Munții Vrancei, unde a scris timp de câteva zile capitolul IX ce relatează popasul lui Ion Mohreanu la via Plaiuri din ținutul Râmnicului, după care s-a întors la mare pentru a-i înmâna redactorului versiunea finală a manuscrisului. În interviurile acordate ulterior Fănuș Neagu a susținut că noul titlu al romanului ar fi fost ales în timpul călătoriei cu trenul către litoral, undeva în apropiere de Fetești, ca urmare a întâlnirii cu un preot.
Îngerul a strigat a fost publicat în toamna anului 1968 de Editura pentru literatură din București, după ce redactorul responsabil al editurii îl dăduse la cules în 4 octombrie 1968 și își dăduse acordul pentru tipărire la 6 noiembrie 1968. Prima ediție tipărită a avut un tiraj de 30.140 de exemplare, din care 28.090 de exemplare broșate și 2.050 de exemplare legate. Romanul a cunoscut un mare succes comercial și critic, fiind considerat unul dintre cele mai bune romane ale anului 1968. Pentru acest roman, Fănuș Neagu a obținut în 1968, pentru a doua oară, Premiul pentru proză al Uniunii Scriitorilor din România, după ce-l mai obținuse anterior, în 1964, pentru antologia de povestiri Cantonul părăsit.
În cursul vieții autorului au avut loc zece reeditări ale acestui roman: ed. a II-a (Editura pentru literatură, București, 1969, 278 p.), ed. a III-a (Editura Cartea Românească, București, Colecția Biblioteca pentru toți, nr. 638, 1970, 398 p.), ed. a IV-a (Editura Eminescu, București, Colecția Romane de ieri și de azi, 1973, 288 p.), ed. a V-a (Editura Eminescu, București, Colecția Romanul de dragoste, nr. 106, 1975, 272 p.), ed. a VI-a postfațată de Valeriu Râpeanu (Editura Eminescu, București, Colecția Biblioteca de proză română contemporană, 1984, 296 p.), ed. a VII-a definitivă ne varietur (vol. I din trilogia Țara hoților de cai, Editura Eminescu, București, 1991, 295 p.), ed. a VIII-a prefațată de Aureliu Goci (Editura Gramar, București, Colecția 100+1 capodopere ale romanului românesc, 1994, 258 p.), ed. a IX-a (Editura Semne, București, 2002, 270 p.), ed. a X-a (Editura Academiei Române, București, 2008, 306 p.) și ed. a XI-a prefațată de Eugen Simion (Editura Litera Internațional, București, Colecția Biblioteca pentru toți Jurnalul Național, nr. 8, 2009, 320 p.).

### Primele opinii critice
Critica literară românească a considerat anul 1968 „un an al triumfului prozei”, ca urmare a creșterii numărului de romane publicate și a apariției unor opere literare importante precum Șatra și Ce mult te-am iubit ale lui Zaharia Stancu, Intrusul de Marin Preda, Interval de Alexandru Ivasiuc, Animale bolnave de Nicolae Breban și Îngerul a strigat de Fănuș Neagu. S-au folosit expresii elogioase apodictice precum „maturizarea deplină a prozei”, evoluția către „romanul total” etc. în legătură cu unele romane apărute în acel an, fiind înăbușită orice încercare de analiză critică amănunțită. Criticii literari au căutat să evidențieze prezența unor simboluri, proiectând zeloși romanele analizate într-un plan metafizic, atemporal.
Romanul Îngerul a strigat, apărut în acest context istorico-literar, a avut parte de un mare succes atât critic, cât și comercial, fiind întâmpinat cu entuziasm (sau, după cuvintele criticului M. Nițescu, cu „o adevărată explozie de entuziasm apologetic”). Au fost publicate recenzii elogioase în presa literară a vremii (Matei Călinescu, Nicolae Manolescu, Lucian Raicu, Mihai Ungheanu, C. Stănescu), care au expus opinii critice diverse, dar convergente. Unele opinii erau lipsite de simțul măsurii, atunci când considerau că destinul de om înfrânt al lui Ion Mohreanu este rezultatul unei fatalități cosmice, afirmau criticii Marin Nițescu și Cornel Ungureanu. Prin urmare, Îngerul a strigat a ajuns să dobândească în timp o glorie care amenință să umbrească nuvelistica de calitate superioară a lui Fănuș Neagu.